# Kisajátítás
A kisajátítás polgári jogi fogalom: ingatlannak állami vagy önkormányzati közérdekű célra, a közigazgatási hivatal határozata alapján való igénybevételét jelenti a tulajdonostól, törvényben meghatározott esetekben, célra és módon. A kisajátítás az ingatlanon fennálló tulajdonjog megszerzésének eredeti módja. 

## A hatályos jogszabályok szerint

### A szabályozás alkotmányos alapjai
- A kisajátítás intézménye a magyar alkotmány[1] 13. § (2)[2] bekezdésén alapult.
- A hatályos jogszabály,  Magyarország Alaptörvénye szerint "Tulajdont kisajátítani csak kivételesen és közérdekből, törvényben meghatározott esetekben és módon, teljes, feltétlen és azonnali kártalanítás mellett lehet."[3]

A kisajátításra vonatkozó részletes szabályozást a kisajátításról szóló 2007. évi CXXIII. törvény szabályozza, a Polgári törvénykönyv csak alapelveket rögzít.

### A Polgári Törvénykönyv hatályos rendelkezései
Az új Polgári Törvénykönyv XI. fejezetének 5:43. §-a  a kisajátításról csupán fogalmi meghatározást tartalmaz.
Kisajátítással ingatlan tulajdonjoga kivételesen, közérdekű célra, azonnali, teljes és feltétlen kártalanítás ellenében szerezhető meg. A kártalanítás nyújtására az köteles, aki a kisajátítás alapján a tulajdont megszerzi.
A kisajátítás konjunktív feltételei tehát: kisajátítással az ingatlan tulajdonjoga csak
- a) közérdekű célra,
- b) azonnali,
- c) teljes és
- d) feltétlen kártalanítás ellenében szerezhető meg.

## Története

### A római jogban
A kisajátítás (expropriatio) már az ókori római jog által is ismert jogintézmény volt. A kisajátítást a római jog tudománya a tulajdon korlátai között tartotta számon, mint a tulajdon legszembetűnőbb, legélesebb korlátozását. A közületeknek csak a posztklasszikus korban jutott teljes elismerésre a  joga arra, hogy  kisajátítsanak magántulajdonban álló dolgokat. Erre rendszerint egy-egy új közmű létesítése érdekében.   A kisajátítás helyett azonban többnyire adásvételi szerződést (emptio venditio) kötöttek, amelyet -  szükség esetén -  állami nyomással (közvetett kényszerrel) hajtottak végre.

### A magyar szabályozás a 19. században
Az ú.n. kisajátításjog szabályozása  a magyar jogban először az 1868. évi LV. törvénycikkel, Budapestre nézve az 1868. LVI. törvénycikkel jelent meg. Ezek helyébe lépett az 1881. XLI. törvénycikk. 
A törvény szerint kisajátításnak csak közérdekből és ebből is csak a törvény által taxitive felsorolt esetekben van helye. Ilyen esetek voltak például  közutak, közhidak, vasutak építése, folyóvizek szabályozása, mocsarak lecsapolása, árvíz elleni védelem, távírdák, állami épületek és intézetek felállítása, hadi erődítések; községekben új utcák, terek, víz-, gázvezetékek létesítése; még tovább terjedt a kisajátítási jog törvényhatósági joggal felruházott és 10 ezernél több lakossal bíró rendezett tanácsú városokban és még tovább Budapest székes főváros területén. 
A kisajátításjogot a kereskedelmi, illetőleg a földmívelési miniszter engedélyezte. Tárgyát csak ingatlan dolog képezhette, de a kisajátítást sem az ingatlannak, sem a tulajdonosnak a minősége nem akadályozhatta.
A kisajátítás célja vagy a tulajdonjognak vagy az ingatlan ideiglenes használatának megszerzése lehetett. A tulajdonjog megszerzése mindig tehermentesen, tehát az ingatlanon fekvő terhek "elenyésztetésével" történhetett. 
A kisajátítást valódi és teljes kártalanítás mellett kellett eszközölni. Számításba veendő tehát nemcsak a kisajátított ingatlannak értéke, hanem a kisajátítás folytán a tulajdonosnak okozott és a törvényben körülírt egyéb értékveszteség és költségtöbblet. A kártalanítást rendszerint készpénzben kellett kifizetni.
A kisajátítási eljárásra, amely a kisajátításra jogosított által a törvény rendeleteinek megfelelően készítendő kisajátítási terv alapján történt, a közigazgatási hatóság, jelesül az illetékes közigazgatási bizottság kebeléből alakítandó bizottság volt illetékes, amelynek határozatai ellen a miniszterhez lehetett felfolyamodni, míg a kártalanítási eljárásra a birtokbíróságot képező királyi törvényszék volt illetékes. Egyezség hiányában a kártalanítási összeget becslési eljárás útján kellett megállapítani. A királyi törvényszék határozatai ellen a királyi táblához és a magyar királyi Kúriához, két fokú fellebbezésnek volt helye, a kézbesítést követő 8 nap alatt.
A kisajátításra jogosult a kártalanítási határozat jogerőre emelkedése után lépett birtokba. 

### A második világháború előtt
A kártalanítás kérdését az 1928-as Magánjogi törvényjavaslat is rendezni kívánta. 
Ebben az időszakban a kisajátítási jogot  az illetékes miniszter engedélyezte, kizárólag a a tulajdonos teljes kártalanítása mellett. A kártalanítás összegének megállapításánál nemcsak az igénybevett ingatlan értéke, de a tulajdonos által szenvedett értékveszteséget és költségtöbbletet is figyelembe kellett venni. A kártalanítást készpénzben kellett kifizetni. 
A kisajátítási eljárásra - a bemutatott kisajátítási tervek alapján  - a közigazgatási hatóság (I. fokon a köz- igazgatási bizottság kisajátítási albizottsága, II. fokon a miniszter), a kártalanítás megállapítására egyesség hiányában a rendes bíróság (I. fokon a törvényszék) rendelkezett hatáskörrel. 
A kisajátítás alapján a tulajdonjog megszerzése tehermentesen történt. A legfeljebb 3 évre szóló ideiglenes kisajátítás esetében a kisajátítás használati jogot biztosított és a kártalanítást évi haszonbér formájában állapították meg.

### A kisajátítás szabályai 1991 előtt
A Ptk. 178.§-át az 1992. évi XII. törvény 2.§-a hatálytalanította a  kisajátításról szóló 1976. évi 24. tvr.-t  és a végrehajtására kiadott 33/1976 MT rendeletet. Mindkettő hatályos volt 2007. december 31-ig benyújtott kérelmekre.

### A korábbi Ptk. szerint
A korábban hatályos Polgári Törvénykönyv (1959. évi IV. törvény) 177.§-ának a  szövegét az 1991. évi XX. törvény 47.§ (3) bekezdése állapította meg. 
- Ingatlant kivételesen, közérdekből – törvényben megállapított esetekben, módon és célokra – lehet kisajátítani.  A kisajátított ingatlanért teljes, feltétlen és azonnali kártalanítás jár. [12]
- A kisajátítás részletes szabályairól külön törvény rendelkezik. [13]

### Az Alkotmánybíróság 2006. évi határozata
Az Alkotmánybíróság a 35/2005. (IX. 29.) AB határozatában mulasztásos alkotmánysértést állapított meg a kisajátítás szabályaival kapcsolatban. A 22/2006. (VI. 15.) AB határozatában megállapította, hogy a kiszolgáló- és lakóút céljára történő lejegyzés szabályozása tekintetében szintén mulasztásos alkotmánysértés valósult meg. Többek között ezeknek a hiányosságoknak a kiküszöbölésére alkotta meg az Országgyűlés a kisajátításról szóló 2007. évi CXXIII. törvényt, amely 2008. január 1-jén lépett hatályba. Rendelkezéseit a hatálybalépését követően indult kisajátítási eljárásokra kellett alkalmazni.